# John J. Hemphill

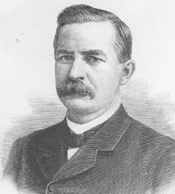
John J. Hemphill

John James Hemphill (* 25. August 1849 in Chester, Chester County, South Carolina; † 11. Mai 1912 in Washington, D.C.) war ein US-amerikanischer Politiker. Zwischen 1883 und 1893 vertrat er den Bundesstaat South Carolina im US-Repräsentantenhaus.

## Werdegang
John Hemphill war Mitglied einer bekannten Politikerfamilie. Er war ein Cousin von William H. Brawley (1841–1916), der zwischen 1891 und 1891 ebenfalls Kongressabgeordneter für South Carolina war. Er war auch ein Neffe von John Hemphill (1803–1862) der von 1859 bis 1861 für Texas im Senat der Vereinigten Staaten saß. John Hemphills Großneffe Robert W. Hemphill (1915–1983) war zwischen 1957 und 1964 auch Kongressabgeordneter und später Richter in South Carolina.
Hemphill besuchte die öffentlichen Schulen seiner Heimat und studierte danach bis 1869 an der University of South Carolina in Columbia. Nach einem anschließenden Jurastudium und seiner im Jahr 1870 erfolgten Zulassung als Rechtsanwalt begann er in Chester in seinem neuen Beruf zu arbeiten. Politisch schloss sich Hemphill der Demokratischen Partei an. Im Jahr 1874 bewarb er sich noch erfolglos um den Einzug in das Repräsentantenhaus von South Carolina. Zwei Jahre später schaffte er aber den Sprung in dieses Gremium. Zwischen 1876 und 1882 blieb er dort Abgeordneter.
1882 wurde Hemphill im fünften Wahlbezirk von South Carolina in das US-Repräsentantenhaus in Washington gewählt. Dort trat er am 4. März 1883 die Nachfolge von Robert Smalls von der Republikanischen Partei an. Nach vier Wiederwahlen konnte er sein Mandat im Kongress bis zum 3. März 1893 ausüben. Dort war er zeitweise Vorsitzender des Ausschusses zur Verwaltung des Bundesbezirks District of Columbia. Im Jahr 1892 wurde er nicht wiedergewählt.
In den folgenden Jahren praktizierte John Hemphill als Anwalt in der Bundeshauptstadt Washington. Er behielt aber seinen Wohnsitz in South Carolina. Im Jahr 1902 kandidierte er erfolglos für den US-Senat. Er verstarb am 11. Mai 1912 in Washington.